# Crocidurinae
Crocidurinés, Musaraignes à dents blanches
Sous-famille
Les Crocidurinés, ou Crocidurinae, sont une sous-famille de la famille des  Soricidae qui regroupe les Musaraignes à dents blanches. En français, ces animaux sont appelés, selon les espèces, musaraignes, crocidures ou encore pachyures. 

## Liste des genres
Selon ITIS (30 mars 2010) et Mammal Species of the World (version 3, 2005)  (30 mars 2010) :
- genre Crocidura Wagler, 1832 - crocidures et musaraignes[2]
- genre Diplomesodon Brandt, 1852 (monospécifique)
- genre Feroculus Kelaart, 1852 (monospécifique)
- genre Paracrocidura Heim de Balsac, 1956
- genre Ruwenzorisorex Hutterer, 1986 (monospécifique)
- genre Scutisorex Thomas, 1913 (monospécifique)
- genre Solisorex Thomas, 1924 (monospécifique)
- genre Suncus Ehrenberg, 1832 - crocidures, pachyures et musaraignes[2]
- genre Sylvisorex Thomas, 1904